# 幕末てなもんや大騒動
『幕末てなもんや大騒動』（ばくまつてなもんやおおそうどう）は、1967年3月12日に東宝系で公開された日本映画。カラー。東宝スコープ。東宝・宝塚映画・渡辺プロ作品。
キャッチコピーは「イヒャー ええカッコ! 弟子入りは勤皇派か新選組か? 長短コンビの珍作戦!」。
なお『幕末てなもんや大騒動』は正式タイトルだが、映像では『幕末』は省かれている。

## 概要
『てなもんや東海道』に続く、劇場版『てなもんや』シリーズの東宝版第2作（東映版からは第4作）。監督は『東海道』の松林宗恵に代わり、クレージー映画で御馴染みの古澤憲吾が担当、そして脚本も、『社長シリーズ』の笠原良三がテレビ版の澤田隆治と共に担当している。
本作では「薩長同盟」締結が近い幕末の京都を舞台にし、西郷隆盛（当時：吉之助）・坂本竜馬や新撰組などといった有名人に時次郎と珍念が絡む内容となっている。そして本物の西郷と竜馬を見抜くための暗号が、「セ」と「パ」というのが面白い。また古澤作品の売りである「ミュージカル場面」が多いのも特徴であり、特に「桑名での太郎長一家の出入り場面」では、古澤十八番の「軍艦行進曲」が流されている。
共演者には、クレージー映画常連の人見明、この時期クレージー映画にも出演していた野川由美子、そして前作では加藤茶のみの出演だったザ・ドリフターズが、新撰組の隊員役で全員出演している。なお漫画トリオは出演せず、代わりに、かつて横山ノックとコンビを組んでいた横山アウト（「プリンプリン」の田中章の実父）が出演している。またTV版で蛇口一角を演じていた財津一郎が、本作では坂本竜馬とニセの竜馬の二役を演じたものの、劇中ではニセの竜馬が、一角の口癖にして財津のギャグ「キビシー!!」「サミシー!!」「チョーダイ!!」を連発しており、新撰組に捕まった谷井（ニセ西郷）までもが「あんたも止めてチョーダイ!!」と財津ギャグをかましている。
なお前作で見られた「プロローグでモノクロ・スタンダードからカラー・シネスコへ変えるギャグ」は、本作では行われていない。そのため、冒頭部は「製作クレジット」→「東宝マーク」（カラー）と、前作とは逆になっている。
2013年9月24日に講談社のDVDマガジン「昭和の爆笑喜劇」の一環として、初の映像ソフト化となった。

## ストーリー

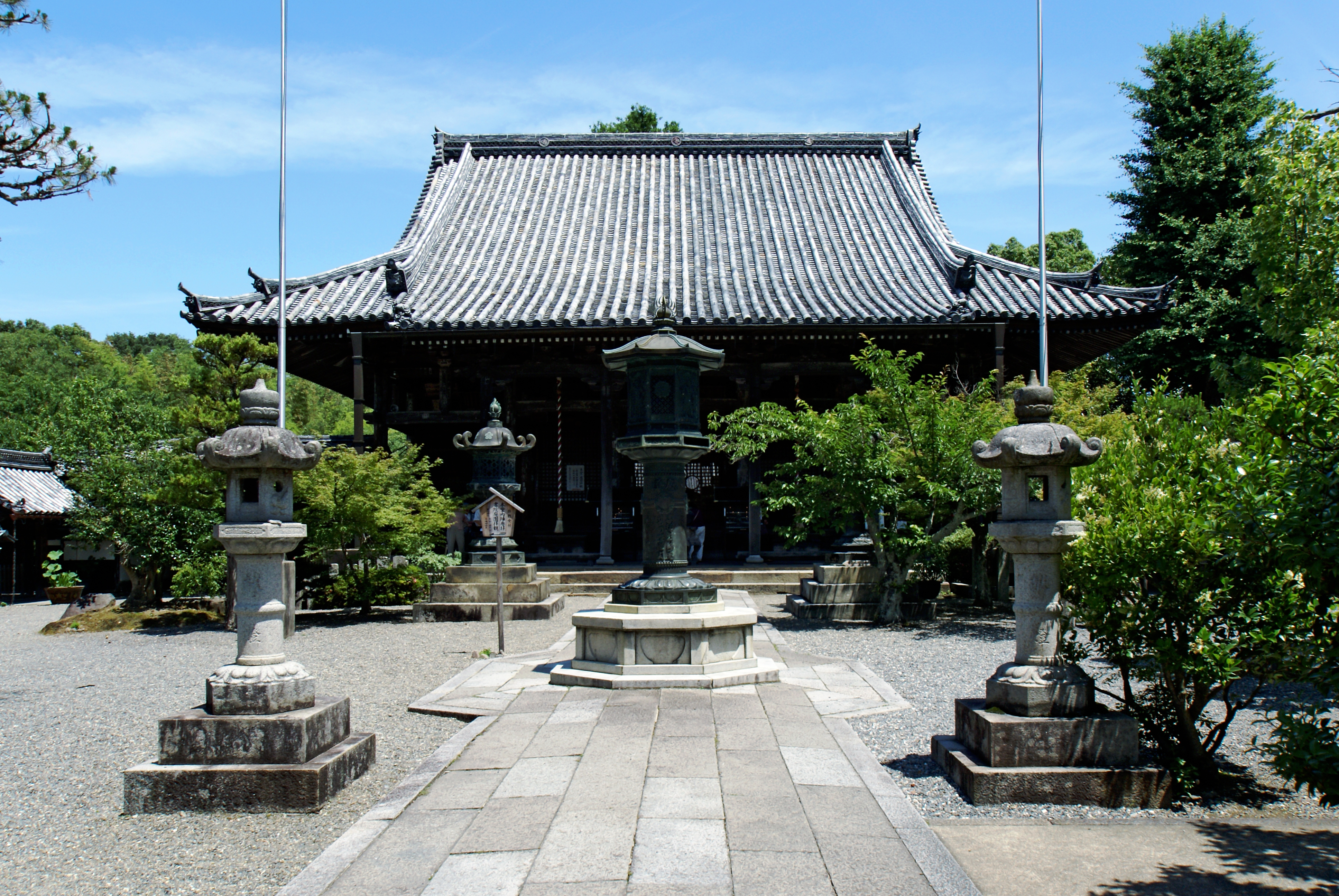
時次郎と珍念が訪れた「証城寺」として映された「穴太寺」

時は元治元年（1864年）、勤王の株を先買いしたあんかけの時次郎は、近江の園城寺の珍念の元に走り、二人の京都への道中が始まった。その頃京都では、新撰組と勤王党の争いが絶えなかった。二人が訪ねた証城寺には偶然、勤王の志士の一人・坂本竜馬が間借りしていたが、薩摩藩の西郷吉之助と会談するために尾張国に向った。その竜馬に長州藩の桂小五郎の密書を届ける久坂とおゆきが病気になったため、二人は彼等の代理人となり、暗号「セ」「パ」を伝授されて道中を始める。だが二人は食べ物の事で喧嘩になり別行動をとる事となるが、時次郎は京都の舞妓で、実は新撰組の隠密・駒菊に惚れ込んでしまい、珍念は西郷に政治資金を届ける大前田五郎に取り入るもスゲなくされ、結局「コンビは別れるものではないなァ」と反省した二人は、仲直りする事に。
やがて二人は尾張国に渡る舟に乗るが、そこで竜馬に出会った。後は西郷だけ。そこへ大前田の子分・源助が「犬を連れた西郷らしい男を見つけた」と知らせ、竜馬は西郷といよいよ会談する事に。ところがこの西郷は「谷井啓之助」といい、大前田の政治資金を横取るべく、ニセの西郷になっていたのだ。やがて後を追って来た久坂の機転で、この西郷と先の竜馬が真っ赤なニセモノである事が判明、追いつ追われつの大捕物が始まる。そこへもう一組の西郷と竜馬が、さっそく時次郎は暗号「セ」を送ると、竜馬は「パ」と答えた。こちらが本物だった。かくてニセモノの二人は駒菊の手引きで新撰組に御用となった。そしてニセモノに奪われた密書も取り返したが、その密書には何も書いてない。しかし珍念は「これは小五郎の白紙委任状だ」と解釈、かくて土佐藩・長州藩・薩摩藩の3藩は手を結ぶ事になって、万事解決。更に時次郎が惚れていたおゆきも「これであの方も喜びます」と発言。実は久坂はおゆきの夫だったのだ。これには時次郎も大ショック。だが皆に励まされ、時次郎と珍念は再び旅に出て行った……。

## スタッフ
- 製作：渡辺晋
- 原作：香川登志緒（『てなもんや三度笠』）
- 脚本：笠原良三、澤田隆治
- 監督：古澤憲吾
- 撮影：永井仙吉
- 音楽：山本直純
- 美術：松山肇
- 照明：上村一夫
- 録音：中川浩一
- スチル：池上恭介
- 編集：黒岩義民

## 出演者
- あんかけの時次郎：藤田まこと
- 珍念：白木みのる
- 西郷吉之助／谷井啓之助（ニセの西郷）：谷啓（ハナ肇とクレージーキャッツ）
- 大前田英五郎：伴淳三郎
- 駒菊（祇園の舞妓。実は新撰組の隠密）：野川由美子
- お桂（佐吉の娘）：伊東ゆかり
- おゆき：磯村みどり
- 坂本竜馬／ニセの坂本：財津一郎
- 近藤勇：芦屋雁之助
- 久坂寅次郎：久保明
- 土方歳三：いかりや長介（ザ・ドリフターズ）
- 新撰組隊員：加藤茶（同上）
- 同上：仲本工事（同上）
- 同上：高木ブー（同上）
- 同上：荒井注（同上）
- 鼠小僧次郎吉：南利明
- 源助（「桑名屋」の息子）：人見明
- 桑名の太郎長：鳳啓助
- おむつ（太郎長の女房）：京唄子
- 円念（「証城寺」住職）：平参平
- 子分一平：岡八郎
- 子分三次：横山アウト
- 「村田屋」の佐吉（お桂の父）：左卜全
- おせん（仲居）：花岡菊子
- 舞妓：清原三千代

## 挿入歌
- 「スットントロリコ→てなもんや数え歌」
  - 作詞：香川登志緒／作曲：林伊佐緒／歌：藤田まこと、白木みのる
  - 主題歌。OP・EDとも。出だしは「スットントロリコ」で、直後に「てなもんや数え歌」に変わる。OP映像は前作と次作『てなもんや幽霊道中』がアニメなのに対し、本作は古澤作品特有の空撮を使った実写。なお「数え歌」は、前作よりアレンジされている。
- 「あゝ新撰組」
  - 作詞：横井弘／作曲：中野忠晴／歌：ザ・ドリフターズ
  - 新撰組の行進シーンに使用。
- 「ドンパン節」
  - 秋田県民謡
  - 祇園の料亭で新撰組が芸者達と歌い踊る。勤王の志士を侮辱する詞に変えた。
- 「人生劇場」
  - 作詞：佐藤惣之助／作曲：古賀政男／歌：藤田まこと
- 「鐘つきぼんち」
  - 作詞：星野哲郎／作曲：山路新一／歌：白木みのる
  - 時次郎と喧嘩別れした珍念が歌う。古澤特有のホリゾント場面有り。
- 「ちいさな恋」
  - 作詞：水島哲／作曲：平尾昌晃／歌：伊東ゆかり
  - お桂が源助に想いを伝える場面で使用。OPクレジットでは「小さな恋」と表記。

- 挿入曲「露営の歌」

- 挿入曲「軍艦行進曲」

## 同時上映
『続・何処へ』
- 原作：石坂洋次郎／脚本：井手俊郎／監督：森谷司郎／主演：加山雄三